# Quốc vương Campuchia
Quốc vương Campuchia (tiếng Khmer: ព្រះមហាក្សត្រនៃព្រះរាជាណាចក្រកម្ពុជា, Preah Mohaksat nei Preah Reacheanachak Kampuchea, tiếng Pháp: Roi du Cambodge, hay thông dụng là Vua Campuchia) là quân chủ và nguyên thủ quốc gia Vương quốc Campuchia. Quyền lực của quốc vương Campuchia ngày nay chỉ giới hạn ở một số mang tính tượng trưng, chủ yếu dựa trên hình thức và sự tôn trọng. Quốc vương là đại diện cho hòa bình, sự ổn định và thịnh vượng cho dân tộc Khmer. Từ năm 1993, Quốc vương Campuchia là một chức vị quân chủ bầu cử, đưa Campuchia trở thành một trong số ít các quốc gia có nền quân chủ tuyển cử trên thế giới. Nhà vua được Hội đồng Tôn vương bầu chọn trong số các thành viên nam trên 30 tuổi của vương tộc Norodom và Sisowath.

## Vai trò
Hiến pháp của Campuchia năm 1993 quy định vai trò của nhà vua là chủ yếu theo nghi lễ. Theo đó, nhà vua sẽ trị vì, nhưng không cai trị, đồng thời là biểu tượng của sự thống nhất và kế thừa của quốc gia.
Nhà vua thực hiện các chức năng quan trọng của nhà nước theo yêu cầu của hiến pháp. Điều này bao gồm nhưng không giới hạn ở: 
- Bổ nhiệm Thủ tướng Campuchia và Nội các Campuchia.[3]
- Triệu tập về việc mở hai cơ quan lập pháp, Quốc hội Campuchia và Thượng viện Campuchia.[4][5]
- Giữ vai trò Tổng tư lệnh tối cao của Lực lượng Vũ trang Hoàng gia Campuchia.[6]
- Triệu kiến Thủ tướng hàng tháng, trong đó Quốc vương được thông báo về các vấn đề của nhà nước.[7]
- Ký kết bộ luật / sắc lệnh hoàng gia có hiệu lực đối với các luật được ban hành bởi cơ quan lập pháp và các đề xuất của nội các.[8]
- Hoạt động như "trọng tài tối cao" hòa giải khi xảy ra mậu thuẫn giữa các tổ chức nhà nước.[9]
- Nhận quốc thư từ các đại sứ.[10]
- Quyền giảm án và ân xá.[11]
- Chủ trì Hội đồng tối cao nhà nước.[12][13]
- Bổ nhiệm một số thành viên cố định để phục vụ trong các tổ chức nhà nước như Thượng viện và Hội đồng Hiến pháp.[14][15]
- Trao giải thưởng danh dự quốc gia.[16]

Nhà vua cũng hoàn thành các vai trò khác không được đề cập rõ ràng trong hiến pháp với tư cách là người đứng đầu nhà nước, ví dụ, chủ trì các sự kiện có ý nghĩa quốc gia bao gồm các nghi lễ tôn giáo và truyền thống không thể thiếu đối với dân tộc Khmer, hoạt động nhân đạo và từ thiện, và đại diện cho Campuchia ở nước ngoài khi thực hiện các chuyến thăm chính thức ở nước ngoài.

## Bộ Vương thất
Bộ Cung điện Vương thất, hiện đang được giám sát bởi Bộ trưởng Kong Sam Ol kết hợp với Hội đồng Tư vấn Quyền riêng tư tối cao, đứng đầu là Vương tử cùng cha khác mẹ của Hoàng thân Norodom Ranariddh hỗ trợ và tư vấn cho nhà vua.

## Danh sách quân chủ Campuchia trong lịch sử

### Campuchia (68-1431)

#### Vương quốc Phù Nam(68-627)
| STT                                     | Tên hiệu             | Tên khác                      | Cai trị               |
| 01                                      | Soma                 | Liễu Diệp (柳葉) Neang Neak   | thế kỷ thứ 1          |
| 02                                      | Kaundinya I          | Hỗn Điền (混填) Preah Tong    | 68-sau thế kỷ 1       |
| 03                                      | không xác định       |                               | sau thế kỷ thứ 2      |
| 04                                      | Hun Pan-huang        | Hỗn Bàn Huống (混盤況)        | sau thế kỷ thứ 2      |
| 05                                      | Pan-Pan              | Bàn Bàn (盤盤)                | đầu thế kỷ thứ 3      |
| 06                                      | Srei Meara           | Phạm Sư Mạn (范師蔓)          | khoảng 205-225        |
| 07                                      | không xác định       | Phạm Kim Sinh (范金生)        | khoảng 225            |
| 08                                      | không xác định       | Phạm Trường (范長)            | khoảng 225-khoảng 240 |
| 09                                      | không xác định       | Phạm Tầm (范尋)               | khoảng 240-khoảng 287 |
| 10                                      | không xác định       | không xác định                | sau thế kỷ thứ 3      |
| 11                                      | không xác định       | Trúc Chiên Đàn (竺旃檀)       | thế kỷ thứ 4          |
| 12                                      | không xác định       | không xác định                | thế kỷ thứ 4          |
| 13                                      | Kaundinya II         | Kiều Trần Như (僑陳如)        | Không rõ-434          |
| 14                                      | Srindravarman I      | Trì Lê Đà Bạt Ma (持梨陀跋摩) | 434-435               |
| 15                                      | không xác định       | không xác định                | không xác định        |
| 16                                      | không xác định       | không xác định                | không xác định        |
| 17                                      | Jayavarman Kaundinya | Xà Gia Bạt Ma (闍耶跋摩)      | 484-514               |
| 18                                      | Rudravarman          | Lưu Đà Bạt Ma (留陁跋摩)      | 514                   |
| Chiến tranh Phù Nam - Chân Lạp: 550-627 |                      |                               |                       |
| 19                                      | Pvirakvarman I       | không xác định                | 550-600               |
| 20                                      | Mahendravarman I     | không xác định                | khoảng 600-615        |
| 21                                      | Nteractvarman I      | không xác định                | khoảng 615-627        |

### Vương quốc Chân Lạp(550-802)
| STT | Tên hiệu                        | Tên khác    | Cai trị |
|     | Shruta Varman                   |             | 550-555 |
|     | Shreshtha Varman II             |             | 555-560 |
|     | Vira Varman                     |             | 560-575 |
|     | Kambuja-raja Lakshmi (nữ vương) |             | 575-580 |
| 22  | Bhavavarman I                   | Bhavavarman | 580     |
| 23  | Mohendravarman                  | Chet Sen    | 600-616 |
| 24  | Isanavarman I                   | Isanavarman | 616-635 |
| 25  | Bhavavarman II                  | Bhavavarman | 639-657 |
| 26  | Jayavarman I                    | Jayavarman  | 657-681 |
| 27  | Nữ vương Jayadevi               | Jayadevi    | 681-713 |

### Đế chế Khmer(802-1431)
| STT                                                                                           | Tên hiệu              | Tên khác                                           | Cai trị    |
| 28                                                                                            | Jayavarman II         | Jayavarman                                         | 802–835    |
| 29                                                                                            | Jayavarman III        | Jayavarthon                                        | 835–877    |
| 30                                                                                            | Indravarman I         | Indravarman                                        | 877–889    |
| 31                                                                                            | Yasovarman I          | Yasovarthon                                        | 889–900    |
| 32                                                                                            | Harshavarman I        | Harshavarman                                       | 900–925    |
| 33                                                                                            | Ishanavarman II       | Isanavarman                                        | 925–928    |
| 34                                                                                            | Jayavarman IV         | Jayavarman                                         | 928–941    |
| 35                                                                                            | Harshavarman II       | Harshavarman                                       | 941–944    |
| 36                                                                                            | Rajendravarman I      | Rajedravarman                                      | 944–968    |
| 37                                                                                            | Jayavarman V          | Jayavarman                                         | 968–1001   |
| 38                                                                                            | Udayadityavarman I    | Udayadityavarman                                   | 1002       |
| 39                                                                                            | Jayavirahvarman       | Jayavirahvarman                                    | 1002–1006  |
| 40                                                                                            | Suryavarman I         | Suryavarman                                        | 1006–1050  |
| 41                                                                                            | Udayadityavarman II   | Udayadityavarman                                   | 1050–1066  |
| 42                                                                                            | Harshavarman III      | Harshavarman                                       | 1066–1080  |
| 43                                                                                            | Nripatindravarman     | Nripatindravarman                                  | 1080–1113  |
| 44                                                                                            | Jayavarman VI         | Jayavarman                                         | 1080–1107  |
| 45                                                                                            | Dharanindravarman I   | Dharanindravarman                                  | 1107–1113  |
| 46                                                                                            | Suryavarman II        | Suryavarman                                        | 1113–1150  |
| 47                                                                                            | Dharanindravarman II  | Dharanindravarman                                  | 1150–1156  |
| 48                                                                                            | Yasovarman II         | Yasovarman                                         | 1156–1165  |
| 49                                                                                            | Tribhuvanadityavarman | Tribhuvanadityavarman                              | 1165–1177  |
| Champa xâm lược: 1177–1181                                                                    |                       |                                                    |            |
| 50                                                                                            | Jayavarman VII        | Jayavathon                                         | 1181–1218  |
| 51                                                                                            | Indravarman II        | Indravarman                                        | 1218–1243  |
| Vương quốc Sukhothai thành lập, tách ra từ một chư hầu Lavo của đế chế Khmer Angkor năm 1238. |                       |                                                    |            |
| 52                                                                                            | Jayavarman VIII       | Jayavarman                                         | 1243–1295  |
| 53                                                                                            | Indravarman III       | Srei Indravarman                                   | 1295–1307  |
| 54                                                                                            | Indrajayavarman       | Srei Jayavarman                                    | 1307–1327  |
| 55                                                                                            | Jayavarman IX         | Jayavama Borommesvarah / Jayavarman Parameshwara   | 1327–1336  |
| 56                                                                                            | Trasak Paem           | Ponhea Chey                                        | 1336–1340  |
| 57                                                                                            | Nippean Bat           | Ponhea Kreak                                       | 1340–1346  |
| 58                                                                                            | Sithean Reachea       | Sidhanta Raja                                      | 1346–1347  |
| 59                                                                                            | Lompeng Reachea       | Trosok Peam / Ponhea Chey / Sri Lampang Paramaraja | 1347–1352  |
| Xiêm xâm lấn: 1352–1357                                                                       |                       |                                                    |            |
| 60                                                                                            | Soryavong             | Soryavong                                          | 1357–1363  |
| 61                                                                                            | Borom Reachea I       | Borommarama                                        | 1363–1373  |
| 62                                                                                            | Thomma Saok           | Thomma Saok                                        | 1373–1393  |
| Xiêm xâm lấn: 1393 (5 tháng).                                                                 |                       |                                                    |            |
| 63                                                                                            | In Reachea            | Pnhea Prek                                         | 1394-c1421 |
| 64                                                                                            | Barom Reachea II      | Ponhea Yat                                         | 1405–1431  |

## Vương quốc Campuchia(1431-1863)

### Triều đạiChaktomuk(1431-1525)
| Tên hiệu                       | Chân dung | Tên khác                 | Cai trị     |
| ------------------------------ | --------- | ------------------------ | ----------- |
| Ponhea Yat ពញាយ៉ាត                |           | Ponhea Yat ពញាយ៉ាត          | 1431 - 1463 |
| Noreay Reameathiptei នរាយ រាមាធិបតី |           | Noreay Reachea នរាយណ៍រាជាទី១ទ | 1463 - 1469 |
| Reachea Reameathiptei រាជា រាមាធិបតី |           | Srei Reachea ស្រីរាជា        | 1469 - 1475 |
| Srei Soriyotei II ស្រីសុរិយោទ័យទី២    |           | Rajadhiraja              | 1472 - 1475 |
| Thommo Reachea tôi ធម្មោ រាជា ទី១   |           | Dharmarajadhiraja        | 1476 - 1504 |
| Srei Sukonthor ស្រីសុគន្ធធោ         |           | Damkhat Sukonthor        | 1504 - 1512 |

Nội chiến Campuchia: Chiến tranh Chan Raja và Sdech Kan: 1516-1525

### Triều đạiLongvek(1525-1594)
| Tên hiệu                 | Chân dung | Tên khác               | Cai trị     |
| ------------------------ | --------- | ---------------------- | ----------- |
| Srei Chettha ស្រីជេដ្ឋា       |           | Sdach Korn ស្ដេចកន       | 1512 - 1521 |
| Ang Chan I អង្គចន្ទទី១      |           | Ponhea Chan ពញាចន្ទ      | 1516 - 1566 |
| Barom Reachea I បរមរាជា ទី១ |           | Satha Mahindharaja     | 1566 - 1576 |
| Satha I សត្ថាទី១            |           | Barom Reachea IV បរមរាជា | 1576 - 1584 |
| Chey Chettha I ជ័យជេដ្ឋា ទី១  |           | Chey Chettha ជ័យជេដ្ឋា     | 1584 - 1594 |

### Triều đạiSrei Santhor(1594-1620)
| Tên hiệu                   | Chân dung | Tên khác                  | Cai trị     |
| -------------------------- | --------- | ------------------------- | ----------- |
| Preah Ram I ព្រះរាម ទី១        |           | Reamea Cheung Prey រាមាជើងព្រៃ | 1594 - 1596 |
| Preah Ram II ព្រះរាម ទី២       |           | Keo Ban On                | 1596 - 1597 |
| Barom Reachea II បរមរាជា ទី២  |           | Ponhea Ton ពញាតន់           | 1597 - 1599 |
| Barom Reachea III បរមរាជា ទី៣ |           | Ponhea An ពញាអន            | 1599 - 1600 |
| Kaev Hua I កែវហ៊្វាទី១          |           | Ponhea Nhom ពញាញោម          | 1600 - 1603 |
| Barom Reachea IV បរមរាជា ទី៤  |           | Srei Soriyopor ស្រីសុរិយោពណ៌    | 1603 - 1618 |

### Triều đạiOudong, Thời kỳ Trung cổ của Campuchia, 1620-1863)
| Chey Chettha II ជ័យជេដ្ឋាទី២                      |  |                     | 1618 – 1628                                           |
| Outey Reachea I ឧទ័យរាជាទី១                      |  | Outey ឧទ័យ           | 1628 – 1642                                           |
| Thommo Reachea II ស្រីធម្មរាជាទី២                  |  | Ponhea To ពញាតូ       | 1628 – 1631                                           |
| Ang Tong Reachea អង្គទងរាជា                     |  | Ponhea Nou ពញានូ      | 1631 – 1640                                           |
| Batom Reachea បទុមរាជា                          |  | Ang Non អង្គនន់       | 1640 – 1642                                           |
| Reameathiptei I រាមាធិបតីទី១                      |  | Ponhea Chan ពញាចន្    | 1642 – 1658                                           |
| Barom Reachea V បុរមរាជា ទី៥                     |  | Ang So អង្គសូរ        | 1658 – 1672                                           |
| Chey Chettha III ជ័យជេដ្ឋា ទី៣                    |  |                     | 1672 – 1673                                           |
| Preah Keo II ព្រះកែវហ៊្វាទី២                        |  | Ang Chee អង្គជី       | 1673 – 1674                                           |
| Batom Reachea III បទុមរាជាទី៣                    |  | Ang Nan             | 1674                                                  |
| Chey Chettha IV ជ័យជេដ្ឋា ទី៤                     |  | Ang Sor             | 1675 – 1695, 1696 – 1699, 1700 – 1702 and 1703 – 1706 |
| Outey I ឧទ័យទី១                                |  | Ang Yong អង្គយ៉ង      | 1695 – 1696                                           |
| Barom Reameathiptei បរម រាមាធិបតី                |  | Ang Em              | 1699 – 1700 and 1710 – 1722                           |
| Thommo Reachea III សេដ្ឋា ទី២                    |  | Ang Tham            | 1702 – 1703, 1706 – 1709 and 1736 – 1747              |
| Satha II សេដ្ឋា ទី២                              |  | Ang Chey អង្គជ័យ      | 1722 – 1736 and 1749                                  |
| Thommo Reachea IV ស្រីធម្មរាជា                    |  | Ang Em អង្គឯម        | 1747                                                  |
| Reameathiptei III រាមាធិបតីទី៣                    |  | Ang Tong អង្គទង      | 1748 – 1749, 1755 – 1758                              |
| Chey Chettha V ជ័យជេដ្ឋា ទី៥                      |  | Ang Snguon អង្គស្ងួន   | 1749 – 1755                                           |
| Outey Reachea II ឧទ័យរាជា ទី២                    |  | Ang Ton អង្គតន់       | 1758 – 1775                                           |
| Ream Reachea ព្រះរាមរាជា                          |  | Ang Non II អង្គនន់ទី ២ | 1775 – 1779                                           |
| Neareay Reachea III នារាយណ៍រាជាទី ៣ ។              |  | Ang Eng អង្គអេង       | 1779 – 1782, 1794 – 1796                              |
| Regency, Ang Chan being a minor: 1796 – 1806 |  |                     |                                                       |
| Outey Reachea III ឧទ័យរាជា ទី៣                   |  | Ang Chan អង្គចន្ទ     | 1806 – 1834                                           |
| Ang Mey អង្គម៉ី                                 |  | Ksat Trey           | 1834 – 1841                                           |
| Harihak Reamea Issarathiptei ហរិរក្សរាមាឥស្សរាធិបតី  |  | Ang Duong អង្គដួង     | 1841 – 1860                                           |

## Campuchia hiện đại (1860-nay)

### Campuchia thuộc Pháp(1863-1953)
| Tên hiệu                                                                                              | Chân dung                                | Hành cung | Sinh                             | Mất                                     | Ghi chú                             |
| --- | ---------------------------------------- | --------- | -------------------------------- | --------------------------------------- | ----------------------------------- |
| Norodom Prohmbarirak ព្រហ្ម 19 tháng 10 năm 1860 - 24 tháng 4 năm 1904 43 năm, 188 ngày                 |                                          | Norodom   | 3 tháng 2 năm 1834 Angkor Borei  | 24 tháng 4 năm 1904 Bangkok 70 tuổi     | Con trai của Ang Duong              |
| Sisowath Chamchakrapong ស៊ីសុវត្ថិ ចមចក្រពង្ស 27 tháng 4 năm 1904 - Ngày 9 tháng 8 năm 1927 23 năm, 104 ngày |                                          | Sisowath  | 7 tháng 9 năm 1840 Mongkol Borei | 9 tháng 8 năm 1927 Phnôm Pênh ở tuổi 86 | Anh em cùng cha khác mẹ của Norodom |
| Sisowath Monivong ស៊ីសុវត្ថិ មុនីវង្ស Ngày 9 tháng 8 năm 1927 - 24 tháng 4 năm 1941 13 năm, 258 ngày          | Tập tin:Sa Majesté Sisowath Monivong.jpg | Sisowath  | 27 tháng 12 năm 1875 Phnôm Pênh  | 24 tháng 4 năm 1941 Kampot 65 tuổi      | Con trai của Sisowath               |
| Norodom Sihanouk សីហ 24 tháng 4 năm 1941 - Ngày 2 tháng 3 năm 1955 13 năm, 312 ngày                    |                                          | Norodom   | 31 tháng 10 năm 1922 Phnôm Pênh  | 15 tháng 10 năm 2012 Bắc Kinh 89 tuổi   | Cháu ngoại của Sisowath Monivong    |

### Vương quốc Campuchia(1953-1970)
| Tên hiệu                                                                        | Chân dung | Hành cung | Sinh                          | Mất                                   | Ghi chú                         |
| ------------------------------------------------------------------------------- | --------- | --------- | ----------------------------- | ------------------------------------- | ------------------------------- |
| Norodom Suramarit សុរា ម្រិ 2 tháng 3 năm 1955 - 3 tháng 4 năm 1960 5 năm, 32 ngày  |           | Norodom   | 6 tháng 3 năm 1896 Phnôm Pênh | 3 tháng 4 năm 1960 Phnôm Pênh 64 tuổi | Cha của Norodom Sihanouk        |
| Sisowath Kossamak កុ សុ 20 tháng 6 năm 1960 - 18 tháng 3 năm 1970 9 năm, 271 ngày |           | Norodom   | 9 tháng 4 năm 1904 Phnôm Pênh | 27 tháng 4 năm 1975 Bắc Kinh 71 tuổi  | Vương hậu của Norodom Suramarit |

### Vương quốc Campuchia(1993-nay)
| Tên hiệu                                                                      | Chân dung | Hành cung | Sinh                                   | Mất                                   | Ghi chú                        |
| ----------------------------------------------------------------------------- | --------- | --------- | -------------------------------------- | ------------------------------------- | ------------------------------ |
| Norodom Sihanouk សីហ 24 tháng 9 năm 1993 - 7 tháng 10 năm 2004 11 năm, 13 ngày |           | Norodom   | 31 tháng 10 năm 1922 Phnôm Pênh        | 15 tháng 10 năm 2012 Bắc Kinh 89 tuổi | Con trai của Norodom Suramarit |
| Norodom Sihamoni សីហ 14 tháng 10 năm 2004 - nay 20 năm, 253 ngày               |           | Norodom   | 14 tháng 5 năm 1953 Phnôm Pênh 72 tuổi |                                       | Con trai của Norodom Sihanouk  |

## Biểu tượng vương thất

Vương kỳ Vương thất Campuchia (trước năm 1993)
Vương kỳ Vương thất Campuchia (1993-nay)
Biểu tượng Vương thất Campuchia